# Jessica Ennis-Hill
Jessica Ennis-Hill (ur. 28 stycznia 1986 w Sheffield) – brytyjska lekkoatletka, wieloboistka.
Brytyjska zawodniczka to zdobywczyni tytułów mistrzyni świata, mistrzyni Europy oraz halowej mistrzyni globu. Ennis była do 2019 rekordzistką Wielkiej Brytanii w siedmioboju (6955 pkt.), a do 2015 roku w pięcioboju (4937 pkt.), aktualną w biegu na 100 metrów przez płotki (12,54), natomiast do 2016 dzierżyła również najlepsze osiągnięcie w skoku wzwyż (1,95). Jej ojciec jest z pochodzenia Jamajczykiem. W maju 2013 wyszła za swojego wieloletniego partnera, Andy'ego Hilla.

## Kariera
Międzynarodową karierę zaczynała na mistrzostwach świata juniorów młodszych w kanadyjskim Sherbrooke, gdzie była piąta w siedmioboju. Zajmowała ósme miejsce na mistrzostwach świata juniorów (2004) oraz zdobyła mistrzostwo Europy juniorów (2005) – po tym sukcesie wywalczyła w tym samym sezonie brązowy medal uniwersjady. W 2006 stanęła na najniższym stopniu podium igrzysk Wspólnoty Narodów oraz była ósma podczas mistrzostw Europy. Rywalizując w biegu na 100 metrów przez płotki zdobyła brązowy krążek młodzieżowego czempionatu Starego Kontynentu. Kilka tygodni później na mistrzostwach świata w Osace była czwarta w siedmioboju. Dzięki tym dwóm osiągnięciom na koniec sezonu wygrała plebiscyt European Athlete of the Year Trophy w kategorii wschodzącej gwiazdy lekkiej atletyki w Europie. Z powodu kontuzji nie wystąpiła na igrzyskach olimpijskich w Pekinie. W 2009 roku na mistrzostwach świata w Berlinie zdobyła złoto. Kolejny sezon rozpoczęła od zdobycia złota halowych mistrzostw świata i poprawienia rekordu imprezy. Pod koniec lipca, w Barcelonie, została mistrzynią Europy i rekordzistką czempionatu. Na koniec 2010 zajęła drugie miejsce w plebiscycie European Athlete of the Year Trophy przegrywając jedynie z chorwacką skoczkinią wzwyż Blanką Vlašić. W 2011 kontuzja kostki uniemożliwiła jej start w halowych mistrzostwach Europy, podczas których zawodniczka planowała ustanowienie halowego rekordu świata w pięcioboju. Mistrzyni świata z 2011 oraz halowa wicemistrzyni świata z 2012. Podczas igrzysk olimpijskich w Londynie, latem 2012, zdobyła złoty medal. Na koniec roku 2012 wybrana została lekkoatletką Europy w plebiscycie European Athletics. W 2013 kontuzja uniemożliwiła jej dojście do pełni formy na mistrzostwa świata i Brytyjka zrezygnowała z występu w Moskwie. Sezon 2014 opuści z powodu ciąży. W 2016 zdobyła srebrny medal igrzysk olimpijskich w Rio de Janeiro. W związku z wykryciem niedozwolonych substancji u Tatjany Czernowej, Jessice Ennis przyznano w 2017 roku złoty medal mistrzostw świata z Daegu.
Mistrzyni kraju oraz reprezentantka Wielkiej Brytanii w meczach międzypaństwowych i pucharze Europy w wielobojach lekkoatletycznych.

## Osiągnięcia

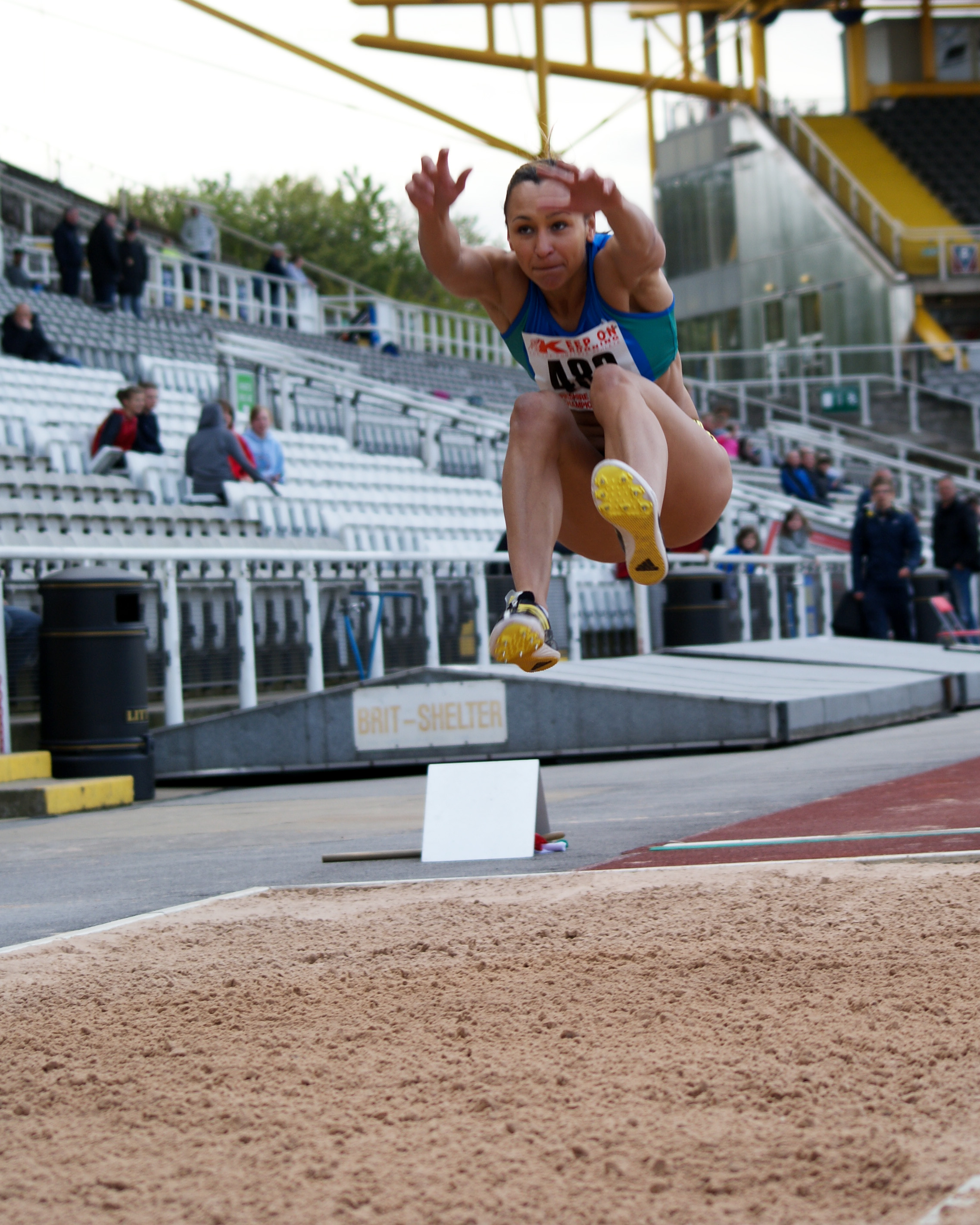
Jessica Ennis podczas skoku w dal

| Rok  | Impreza                                | Miejsce        | Konkurencja                | Lokata     | Wynik     |
| ---- | -------------------------------------- | -------------- | -------------------------- | ---------- | --------- |
| 2003 | Mistrzostwa świata juniorów młodszych  | Sherbrooke     | siedmiobój                 | 5. miejsce | 5311 pkt. |
| 2004 | Mistrzostwa świata juniorów            | Grosseto       | siedmiobój                 | 8. miejsce | 5542 pkt. |
| 2004 | Igrzyska Wspólnoty Narodów juniorów    | Bendigo        | bieg na 100 m przez płotki | 2. miejsce | 14,50     |
| 2004 | Igrzyska Wspólnoty Narodów juniorów    | Bendigo        | skok wzwyż                 | 2. miejsce | 1,75      |
| 2005 | Mistrzostwa Europy juniorów            | Kowno          | siedmiobój                 | 1. miejsce | 5891 pkt. |
| 2005 | Uniwersjada                            | Izmir          | siedmiobój                 | 3. miejsce | 5910 pkt. |
| 2006 | Igrzyska Wspólnoty Narodów             | Melbourne      | siedmiobój                 | 3. miejsce | 6269 pkt. |
| 2006 | Superliga pucharu Europy w wielobojach | Arles          | siedmiobój                 | 4. miejsce | 6170 pkt. |
| 2006 | Mistrzostwa Europy                     | Göteborg       | siedmiobój                 | 8. miejsce | 6287 pkt. |
| 2007 | Halowe mistrzostwa Europy              | Birmingham     | pięciobój                  | 6. miejsce | 4716 pkt. |
| 2007 | Superliga pucharu Europy w wielobojach | Szczecin       | siedmiobój                 | 1. miejsce | 6399 pkt. |
| 2007 | Młodzieżowe mistrzostwa Europy         | Debreczyn      | bieg na 100 m przez płotki | 3. miejsce | 13,09     |
| 2007 | Mistrzostwa świata                     | Osaka          | siedmiobój                 | 4. miejsce | 6469 pkt. |
| 2009 | Mistrzostwa świata                     | Berlin         | siedmiobój                 | 1. miejsce | 6731 pkt. |
| 2010 | Halowe mistrzostwa świata              | Doha           | pięciobój                  | 1. miejsce | 4937 pkt. |
| 2010 | Mistrzostwa Europy                     | Barcelona      | siedmiobój                 | 1. miejsce | 6823 pkt. |
| 2011 | Mistrzostwa świata                     | Daegu          | siedmiobój                 | 1. miejsce | 6751 pkt. |
| 2012 | Halowe mistrzostwa świata              | Stambuł        | pięciobój                  | 2. miejsce | 4965 pkt. |
| 2012 | Igrzyska olimpijskie                   | Londyn         | siedmiobój                 | 1. miejsce | 6955 pkt. |
| 2015 | Mistrzostwa świata                     | Pekin          | siedmiobój                 | 1. miejsce | 6669 pkt. |
| 2016 | Igrzyska olimpijskie                   | Rio de Janeiro | siedmiobój                 | 2. miejsce | 6775 pkt. |

## Rekordy życiowe
| Konkurencja                     | Wynik     | Miejsce                       | Rok  |
| ------------------------------- | --------- | ----------------------------- | ---- |
| Bieg na 100 metrów przez płotki | 12,54     | Londyn, Wielka Brytania       | 2012 |
| Bieg na 60 metrów przez płotki  | 7,87      | Birmingham, Wielka Brytania   | 2012 |
| Skok wzwyż                      | 1,95 m    | Desenzano del Garda, Włochy   | 2007 |
| Pchnięcie kulą (stadion)        | 14,67 m   | Daegu, Korea Południowa       | 2011 |
| Pchnięcie kulą (hala)           | 14,79 m   | Stambuł, Turcja               | 2012 |
| Bieg na 200 metrów              | 22,83     | Götzis, Austria               | 2012 |
| Skok w dal (stadion)            | 6,63 m    | Ratingen                      | 2016 |
| Skok w dal (hala)               | 6,47 m    | Birmingham                    | 2012 |
| Rzut oszczepem                  | 48,33 m   | Loughborough, Wielka Brytania | 2013 |
| Bieg na 800 metrów              | 2:07,81   | Daegu, Korea Południowa       | 2011 |
| Bieg na 800 metrów (hala)       | 2:08,09   | Stambuł, Turcja               | 2012 |
| Siedmiobój                      | 6955 pkt. | Londyn, Wielka Brytania       | 2012 |
| Pięciobój (hala)                | 4965 pkt. | Stambuł, Turcja               | 2012 |